# Méthode historico-grammaticale
La méthode historico-grammaticale est une herméneutique biblique, c'est-à-dire une méthode d'étude et d'interprétation du texte de la Bible. Le procédé historico-grammatical a recours, autant que possible, au contexte historique des textes bibliques, et au message initial que les auteurs voulaient transmettre aux lecteurs de l'époque.

## Doctrine
L'approche historico-grammaticale exploite toutes les connaissances disponibles par rapport à un texte spécifique en matière de linguistique, de grammaire, de littérature, d'histoire, d'archéologie, d'économie et de religion. Cette méthode a pour objet de déterminer l'intention originale de l'auteur si la compréhension du passage pose un problème. La méthode historico-grammaticale est basé sur le principe principe de la perspicuité, selon lequel la Bible est un livre comme un autre afin que chacun puisse en avoir une connaissance objective.

## Histoire
Elle a été développée par le théologien Johann August Ernesti en 1761. Cette méthode est apparue en même temps que la Méthode historico-critique au temps des Lumières. Cependant, la méthode historico-grammaticale a été préféré par de nombreux interprètes conservateurs car il n'a pas besoin de prendre en compte l'histoire textuelle ni de remettre en question les dogmes protestants établis. La méthode s'oppose symétriquement aux formes de interprétation faite par le lecteur est valable aux dépens de l'intention de l'auteur, comme les lectures confessionnelle ou canonique par des interprètes conservateurs ou les lectures postmodernes et libérales de déconstruction littéraire. Elle se démarque également du littéralisme biblique, qui prend le texte au pied de la lettre sans chercher à prendre le recul nécessaire pour le replacer dans son contexte.